# Kobanê

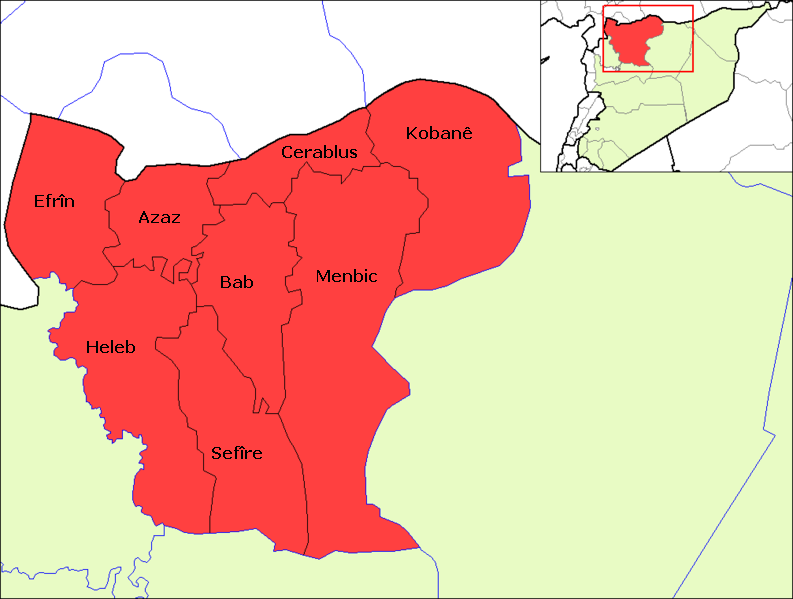
Auf der Distriktgliederungskarte des Gouvernements Aleppo

Kobanê (kurdisch کۆبانێ Kobanê bzw. کۆبانی Kobanî) oder Ain al-Arab (arabisch عين العرب, DMG ʿAyn al-ʿArab) ist die Hauptstadt des Distrikts Ain al-Arab im Gouvernement Aleppo in Syrien. Die Stadt wird mit 54.681 Menschen (geschätzter Stand 2007) überwiegend von Kurden bewohnt. Im Verlaufe des Bürgerkrieges in Syrien und massiver Binnenflucht ist die Einwohnerzahl bis Mitte 2014 vorübergehend auf über 100.000 gestiegen. Durch den Kampf um Kobanê, in dem syrisch-kurdische Volksverteidigungseinheiten die Stadt gegen den Islamischen Staat verteidigten, erlangte die Stadt internationale Bekanntheit. Die Stadt ist Hauptort und Namensgeber eines der drei Kantone der de facto autonomen Föderation Nordsyrien – Rojava.

## Ursprung der Namen
Die Bedeutung des Namens Ain al-Arab ist Quelle der Araber. Die älteste Namensform sei Kānī (kurd. Quelle). Als im Laufe der Geschichte die Eşiret (Volksstamm) der Millî an Einfluss gewonnen haben, hat  sich der Name Kobanî durchgesetzt. Im Rahmen der Türkisierung geographischer Namen hätten die Osmanen später versucht, den Namen Mürşit Pinar (مرشد بنار) einzuführen. Beim Bau der Bagdadbahn sei der Ort als Kombanî (von englisch „Company“) bezeichnet worden.

## Geografie
Die Stadt Kobanê liegt an der syrisch-türkischen Grenze gegenüber der türkischen Stadt Suruç in der Provinz Şanlıurfa. Ain al-Arab liegt 160 km nordöstlich von Aleppo und 30 km östlich vom Fluss Euphrat.

## Bevölkerung
Die Einwohner Kobanês sind Kurden. Bis in die 1970er Jahre gab es hier noch armenische Familien, die aber mittlerweile in größere Städte wie Aleppo oder nach Armenien abgewandert sind.
Große kurdische Eşirets sind hier die Berazan und die Kêtikan. Führende Angehörige dieser Stämme waren z. B. Bozan Beg, der zu seiner Zeit Abgeordneter für Urfa im türkischen Parlament war und sein Neffe Şahin Şahin, der in den 1950er Jahren Abgeordneter im syrischen Parlament in Damaskus war.

## Geschichte
Gemäß einer Untersuchung von Husain Amin Husain beginnt die Geschichte der Stadt im Jahr 1892. Damals gab es drei Häuser und zwei Mühlen. Zuvor sollen Armenier dort gelebt haben.
Seit dem Aufstand gegen die Regierung Assad und dem Ausbruch des syrischen Bürgerkrieges 2011 fanden auch in Ain al-Arab Kämpfe statt. Wegen ihrer Grenzlage und des reichlichen Trinkwassers ist die Stadt strategisch wichtig. Seit Anfang 2014 ist Ain al-Arab Zentrum eines der drei selbstverwalteten Kantone Rojavas. Diese Kantone stehen unter der Kontrolle der kurdischen Partei der Demokratischen Union (PYD) und ihrer Verbündeten.
Die Terrororganisation Islamischer Staat (IS) versuchte seit Ende 2013, die Stadt aufgrund ihrer strategischen Bedeutung einzunehmen, scheiterte aber an der Verteidigung durch die kurdischen Volksverteidigungseinheiten und Peschmerga sowie an den Luftangriffen der Alliierten. Mitte September 2014 traten die islamistischen Milizen zu einer Großoffensive an, ab 28. September 2014 begann der Angriff auf das Stadtgebiet. An der Schlacht nahmen auf der kurdischen Seite viele weibliche Kämpfer teil. Im Januar 2015 waren die Einheiten des IS vertrieben. Die Stadt war schwer zerstört.

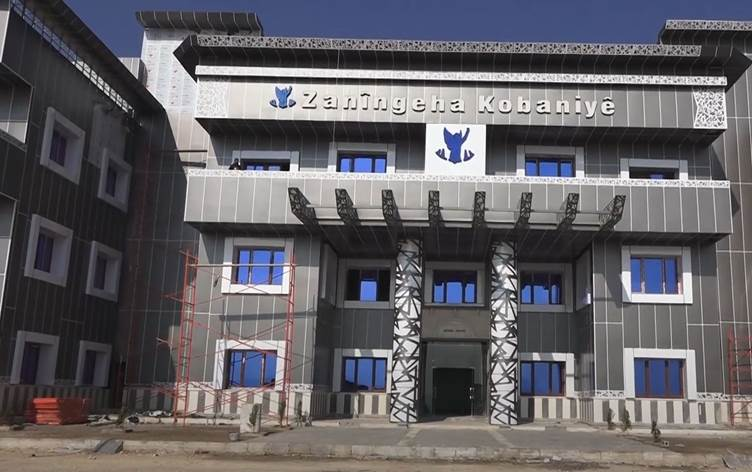
Universität Kobanê

Seither sind viele der Bewohner zurückgekehrt, und die Stadt befindet sich im Wiederaufbau, welcher durch eine Blockade und militärische Angriffe der Türkei gegen die Wiederaufbauarbeiten erschwert wird. Im Dezember 2017 wurde die Universität Kobanê gegründet.
Nachdem Kobanê und anderer Orte in Nordsyrien bereits im Oktober 2018 von der Türkei bombardiert worden waren, begann die türkische Regierung am 9. Oktober 2019 mit einer großangelegten Invasion, um die Demokratischen Kräfte Syriens (SDF) von der syrisch-türkischen Grenze zu vertreiben.
Kurdischen Angaben zufolge hat 2015 der römische Stadtrat Gianluca Peciola eine Partnerschaft der Stadt Rom mit Kobanê vorgeschlagen.
Im Juli 2019 hat der Herforder Kreistag des Kreis Herford eine Partnerschaft mit Kobanê grundsätzlich befürwortet.

## Söhne und Töchter der Stadt
- Salih Muslim (* 1951), kurdischer Politiker
- Jan Dost (* 1965), kurdischer Journalist und Schriftsteller
- Mazlum Kobanê (* 1967), Oberbefehlshaber der SDF